# Leif Davis
Leif Davis, né le 31 décembre 1999 à Newcastle upon Tyne (Angleterre), est un footballeur anglais qui joue au poste d'arrière gauche à Ipswich Town.

## Biographie

### Leeds United
Né à Newcastle upon Tyne en Angleterre, Leif Davis est notamment formé par le Morecambe FC. 
En juillet 2018 Davis rejoint Leeds Leeds United. Après avoir impressionné avec l'équipe réserve du club il est appelé par l'entraîneur de l'équipe première, Marcelo Bielsa, pour intégrer le groupe professionnel. Le 23 décembre 2018 il joue son premier match pour Leeds en étant titularisé lors d'une rencontre de Championship face à Aston Villa. Son équipe s'impose sur le score de trois buts à deux ce jour-là.
En mai 2019, est évoqué un intérêt du Liverpool FC pour le joueur. Davis reste cependant à Leeds et prolonge son contrat en novembre 2019 jusqu'en juin 2023. Il joue quelques matchs en équipe première lors de la saison 2019-20, où le club est sacré champion. Il glane ainsi le premier titre de sa jeune carrière.

### AFC Bournebmouth
Le 27 juillet 2021, Leif Davis est prêté à l'AFC Bournemouth pour une saison.

### Ipswich Town
Le 26 juillet 2022, Leif Davis rejoint Ipswich Town. Il signe un contrat de trois ans, soit jusqu'en juin 2025.
Lors de la saison 2023-2024, il participe à la promotion du club en première division. Ipswich termine en effet à la deuxième place du championnat et valide son retour dans l'élite après 22 ans d'absence.
Davis retrouve ainsi la Premier League, il est titularisé dès la première journée, lors d'une défaite le 17 août 2024 contre le Liverpool FC (0-2 score final),. Le 2 novembre 2024 il marque son premier but en Premier League, en ouvrant le score d'une volée, contre Leicester City mais les deux équipes se neutralisent (1-1 score final),.

## Palmarès

### En club
- Leeds United
  - Champion d'Angleterre de D2 en 2020.

- AFC Bournemouth
  - Vice-champion d'Angleterre de D2 en 2022.

- Ipswich Town
  - Vice-champion d'Angleterre de D3 en 2023.
  - Vice-champion d'Angleterre de D2 en 2024.

### Distinctions individuelles
- Membre de l'équipe-type de D3 anglaise en 2023[14].
- Membre de l'équipe-type de D2 anglaise en 2024[15].
- Meilleur passeur de D2 anglaise en 2024 (18 passes décisives).